# Lista över countyn i Utah

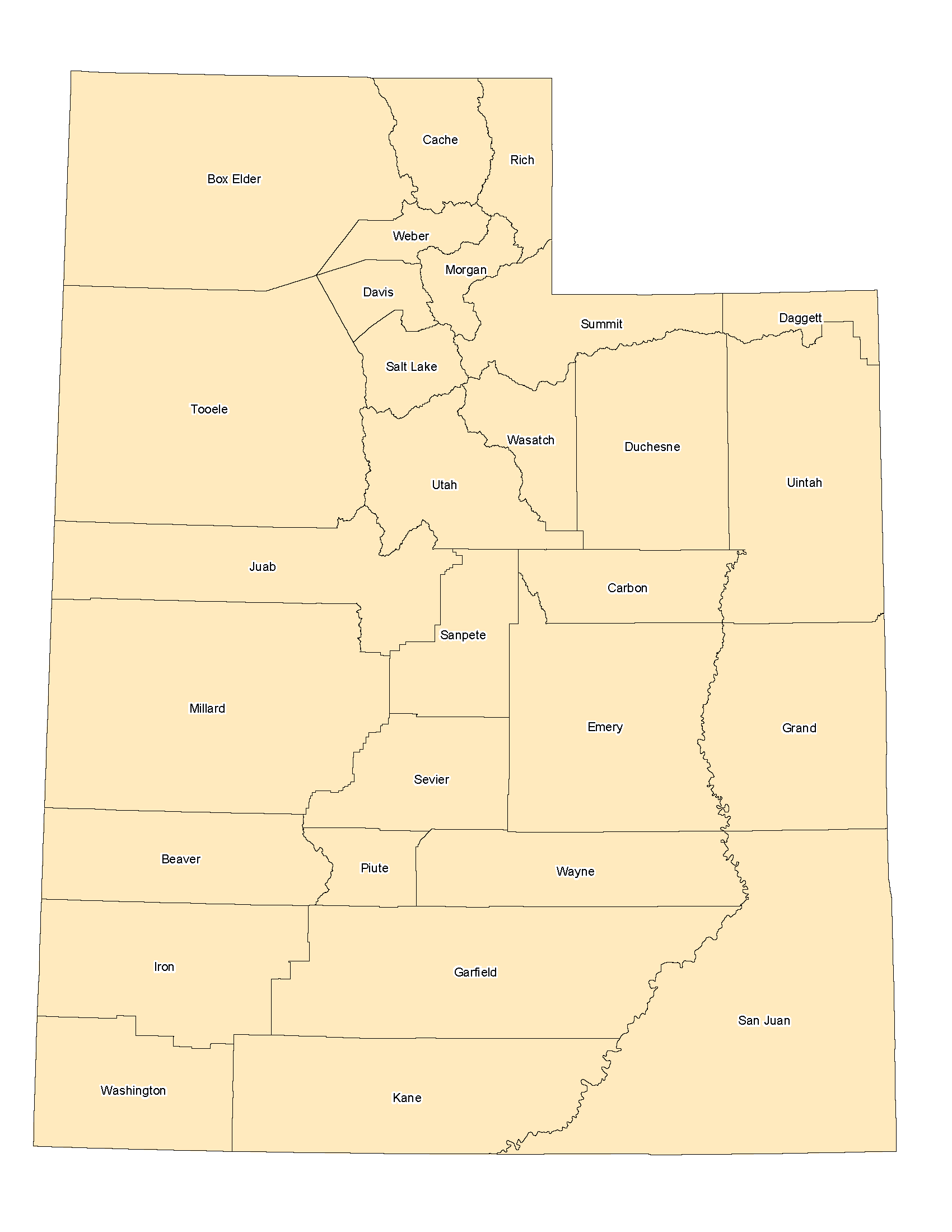
Utahs countyn

Detta är en lista över de 29 countyn som finns i delstaten Utah i USA. 
| County            | Huvudort (County Seat) | Grundat |
| ----------------- | ---------------------- | ------- |
| Beaver County     | Beaver                 | 1856    |
| Box Elder County  | Brigham City           | 1856    |
| Cache County      | Logan                  | 1857    |
| Carbon County     | Price                  | 1894    |
| Daggett County    | Manila                 | 1919    |
| Davis County      | Farmington             | 1850    |
| Duchesne County   | Duchesne               | 1913    |
| Emery County      | Castle Dale            | 1880    |
| Garfield County   | Panguitch              | 1882    |
| Grand County      | Moab                   | 1890    |
| Iron County       | Parowan                | 1850    |
| Juab County       | Nephi                  | 1852    |
| Kane County       | Kanab                  | 1864    |
| Millard County    | Fillmore               | 1851    |
| Morgan County     | Morgan                 | 1862    |
| Piute County      | Junction               | 1865    |
| Rich County       | Randolph               | 1864    |
| Salt Lake County  | Salt Lake City         | 1849    |
| San Juan County   | Monticello             | 1880    |
| Sanpete County    | Manti                  | 1849    |
| Sevier County     | Richfield              | 1862    |
| Summit County     | Coalville              | 1854    |
| Tooele County     | Tooele                 | 1849    |
| Uintah County     | Vernal                 | 1880    |
| Utah County       | Provo                  | 1849    |
| Wasatch County    | Heber City             | 1862    |
| Washington County | St. George             | 1852    |
| Wayne County      | Loa                    | 1892    |
| Weber County      | Ogden                  | 1849    |